# Richard-Salvador Wolff
Richard-Salvador Wolff (* 8. Juni 1990 in Berlin) ist ein deutscher Musicaldarsteller. Sein Stimmfach ist Tenor.

## Leben
Richard wuchs in Berlin auf und hat einen älteren Bruder. Richards Mutter ist philippinischer Herkunft.
Von 2011 bis 2015 absolvierte Richard ein Studium an der Folkwang Universität der Künste in Essen im Fach Musical und schloss dieses mit dem Bachelor of Arts ab. Im Rahmen seiner Ausbildung spielte er bereits im Jahr 2012 die Rolle des Simon in der Musicalproduktion Jesus Christ Superstar im Martin-Luther-Forum Gladbeck. 2012 übernahm er die Rolle des Charly Hildebrand in dem Musiktheaterstück Street Scene im Musiktheater im Revier in Gelsenkirchen. Ein Jahr später war er in dem Musical Spring Awakening in der Rolle des Otto zu sehen, das ebenfalls im Musiktheater im Revier aufgeführt wurde sowie in der Konzertdirektion Landgraf. Im Jahr 2014 spielte Richard im Musical Into the Woods im Theater Oberhausen als Hans und zusätzlich neben seinem Studium besetzte er die Rolle des Andy und spielte im Ensemble des Stücks Flashdance – Das Musical im Theater Chemnitz.
Nach dem Ende seines Studiums bewarb sich Richard für eine Rolle in dem Musical Aladdin und wurde schließlich für die Hauptrolle des Aladdins an der Seite von Myrthes Monteiro, die in der Rolle der Prinzessin Jasmin zu sehen ist, ausgewählt. Das Musical feierte am 6. Dezember 2015 in dem Stage Theater Neue Flora in Hamburg Premiere und ist eine Adaption des gleichnamigen Disney-Klassikers, der bereits seit einigen Jahren am Broadway als Musical zu sehen ist. In der Rolle des Aladdin war er bis zum 29. Oktober 2017 zu sehen.
Seit 2024 ist er Cover von Hercules im gleichnamigen Musical Hercules.